# Obsidian (álbum)
Obsidian es el sexto álbum de estudio de la banda australiana de metalcore Northlane, que fue lanzado el 22 de abril de 2022 a través de sello discográfica independiente Believe. Fue autoproducido por la propia banda y grabado en el estudio de Chris Blancato en Sydney.

## Antecedentes y lanzamiento
El 18 de marzo de 2021, la banda lanzó un nuevo sencillo "Clockwork" junto con un video musical que lo acompaña. El sencillo ha sido elegido como tema oficial del videojuego Tom Clancy's Rainbow Six: Siege en la Oceanic Nationals eSports League de este año. El mismo día, también anunciaron que el bajista Brendon Padjasek dejó la banda para concentrarse en su vida hogareña, y el grupo tiene la intención de continuar como cuarteto por el momento, con Jon Deiley a cargo del bajo desde entonces. El 19 de abril, la banda confirmó que habían comenzado a grabar el álbum. El 10 de junio, la banda anunció que habían terminado de grabar el álbum. On 10 June, the band announced that they have finished recording the album.
El 10 de noviembre, la banda lanzó oficialmente el nuevo sencillo principal "Echo Chamber" junto con su video musical. Al mismo tiempo, la banda reveló el álbum en sí, la portada del álbum, la lista de canciones y la fecha de lanzamiento. Para promocionar el álbum, la banda también anunció su próxima gira por Australia, que comenzará en junio de 2022 con Plini, Sleep Token y ALT como teloneros. El 27 de enero de 2022, la banda presentó el tercer sencillo "Plenty". El 20 de febrero, debido a los continuos problemas de la cadena de suministro, la banda anunció que retrasaron el lanzamiento del álbum hasta el 22 de abril. El 23 de marzo, un mes antes del lanzamiento del álbum, la banda lanzó el cuarto sencillo "Carbonized" y su correspondiente video musical.

## Lista de canciones
Todas las letras escritas por Northlane, toda la música compuesta por Northlane. 
| N.º | Título            | Duración |  |
| 1.  | «Clarity»         | 5:53     |  |
| 2.  | «Clockwork»       | 3:58     |  |
| 3.  | «Echo Chamber»    | 3:47     |  |
| 4.  | «Carbonized»      | 3:45     |  |
| 5.  | «Abomination»     | 4:10     |  |
| 6.  | «Plenty»          | 3:40     |  |
| 7.  | «Is This a Test?» | 3:30     |  |
| 8.  | «Xen»             | 5:48     |  |
| 9.  | «Cypher»          | 4:37     |  |
| 10. | «Nova»            | 4:27     |  |
| 11. | «Inamorata»       | 3:50     |  |
| 12. | «Obsidian»        | 3:56     |  |
| 13. | «Dark Solitaire»  | 4:54     |  |

## Posicionamiento en lista
| Lista (2022)                         | Posición |
| ------------------------------------ | -------- |
| Australian Albums (ARIA)             | 1        |
| Reino Unido (UK Album Downloads)     | 29       |
| Reino Unido (UK Rock & Metal Albums) | 22       |

## Personal
Northlane
- Marcus Bridge - voz principal
- Jon Deiley - guitarra principal, bajo, programación
- Josh Smith - guitarra rítmica
- Nic Pettersen - batería, percusión